# Arjeplog (plaats)
Arjeplog (Zuid-Samisch: Aarjepluevie, Ume-Samisch: Árjjepluovve) is de enige plaats (tätort) van betekenis in de Zweedse gemeente Arjeplog. Het is dan ook het bestuurscentrum van de gemeente. Arjeplog ligt op een eiland en de twee daarbij behorende oevers tussen de twee meren Hornavan en het Uddjaure. De rest van de gemeente is voornamelijk wildernis.
Arjeplog wordt net als zoveel dorpjes in Lapland genoemd in de boeken van 1640, maar bestond toen kennelijk al. De naam, van oorsprong Arjeploug, komt uit het Samisch: arjep betekent "veel", luogt betekent "steen". Heden ten dage is Arjeplog voornamelijk bekend vanwege de wintersport (twee skipistes in de omgeving) en het testen van auto's. Daarnaast is het Zilvermuseum een toeristische trekpleister. Hierin liggen sieraden van de Sami in de omgeving, bijeengebracht door de "Lappendokter" Einar Wallquist. Het zilver is afkomstig van de mijnen verder westwaarts.
Ondanks het feit dat het er in de winter vrij druk is, lopen de gemeente en het stadje langzaam leeg. Dit heeft ertoe geleid dat Arjeplog in het verleden een beloning van 100.000 Zweedse kronen uitreikt aan wie zich daar komt vestigen. In 1874 had het dorp 1255 inwoners, waaronder circa 500 Sami. In 2020 had het dorp 1701 inwoners. 

## Kerk

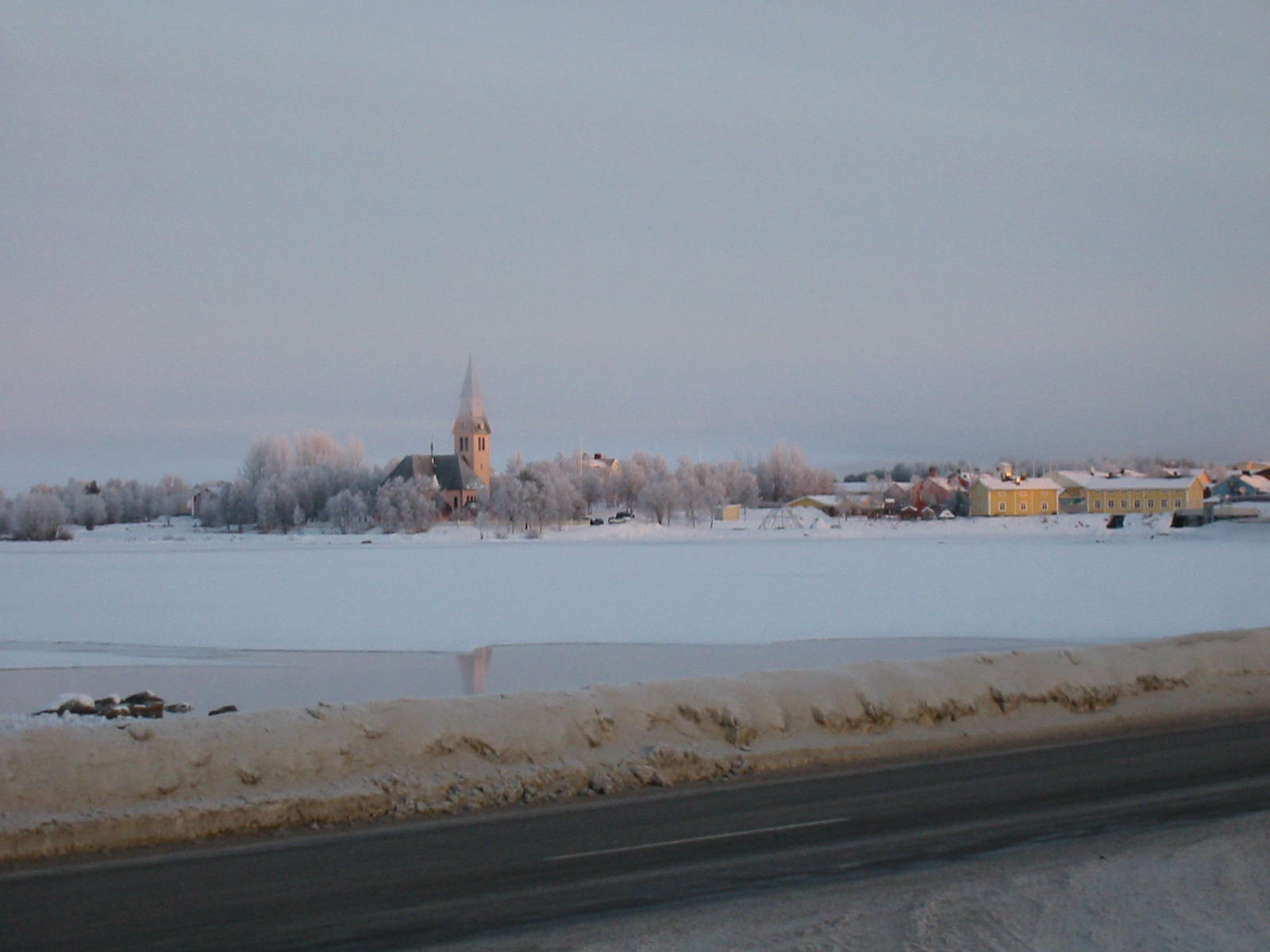
Uitzicht op Arjeplog

Als attractie kan ook de plaatselijke kerk worden aangemerkt. In 1641 begon men met het bekeren van de Sami tot het christendom. Daartoe had men Johannes Olai Hopstadius ingeschakeld. Dit alles in opdracht van Christina I van Zweden. In 1760 werd er een nieuwe kerk gebouwd, die in 1894 werd uitgebreid en 1970 werd gerestaureerd.

## Verkeer en vervoer
Bij de plaats loopt de Riksväg 95.
Het stadje is te bereiken met de de auto en de autobus. Er is geen vliegveld of spoorwegstation in de buurt. In noodgevallen moet men uitwijken naar Arvidsjaur.

## Geboren
- Klas Lestander (1931-2023), biatleet

Bestuurscentrum: Arjeplog (tätort)
Småort: Laisvall · Slagnäs
Overig: Adolfström · Gautosjö · Hällbacken · Jäkkvik · Kasker · Kurrokvejk · Laisvall by · Luokta-Mavas · Maskaur · Mellanström · Miekak · Örnvik · Racksund · Semisjaur-Njarg · Ståkke · Svaipa · Tjärnberg · Västra Kikkejaur